# Michael Stegger Jensen
Michael Stegger Jensen, född 21 juli 1981 i Ryomgård, Danmark är en dansk politiker. Stegger Jensen är borgmästare i Syddjurs kommun sedan kommun- och regionvalet 2021. Han repressenterar Socialdemokratiet.
Stegger Jensen valdes in i kommunfullmäktige (byrådet) vid kommun- och regionvalet 2017, då han fick  679 personröster. Under den första mandatperioden satt han i ekonomiutskottet och var gruppledare. Inför valet 2021 valdes han 18 maj 2020 till partiets spetskandidat. Vid valet 2021 fick han 1 812 personröster. Det var första valet i Syddjurs kommuns historia (d.v.s. efter strukturreformen 2007) där borgmästareposten inte gick över till ett annat parti efter valet.